# Per Kværne
Per Kværne (Oslo, 1 april 1945) is een Noors tibetoloog en geschiedkundige. Hij publiceerde een grote reeks artikelen en boeken over godsdienstgeschiedenis, in het bijzonder over het Tibetaans boeddhisme. Per Kværne wordt verder gezien als leidend expert in de wereld op het gebied van onderzoek en analyse van de religieuze literatuur en Bön-canon.

## Loopbaan
In 1970 ontving Kværne zijn Master of Arts in Sanskriet aan de Universiteit van Oslo. In 1973 ontving hij de doctor philosophiae van de Universiteit van Oslo met zijn proefschrift Een anthologie van boeddhistische tantrische liederen. Tussen 1970 en 1975 werkte hij als docent godsdienstgeschiedenis aan de Universiteit van Bergen. Van 1975 tot 2007 was hij professor godsdienstgeschiedenis aan de Universiteit van Oslo, waar hij daarna professor emeritus werd. In 1976 werd hij gekozen als lid van de Noorse Academie voor Wetenschappen. In 1992 diende hij als bestuursvoorzitter voor het Instituut voor Vergelijkend Onderzoek in Menselijke Cultuur in Oslo.